# Verordening digitale markten
De Verordening digitale markten (Engels: Digital Markets Act, DMA) is een Europese verordening, uitgewerkt door de Europese Commissie, om een hogere mate van concurrentie op de Europese digitale markten te garanderen, te voorkomen dat grote bedrijven misbruik maken van hun marktmacht en de weg vrij te maken voor nieuwe spelers op de markt. De verordening past binnen het sedert de jaren 2002 opgestarte “Regelgevingskader voor elektronische communicatie” van de EU.
Er werd een lijst opgesteld met verplichtingen voor aangewezen "poortwachters". Hiermee worden de Internetgiganten bedoeld, die in de praktijk een groot deel van de toegang tot het internet controleren.
In geval van niet-naleving zijn sancties voorzien, met boetes die kunnen oplopen tot 10% van de wereldwijde omzet.

## Geschiedenis
Op 6 september 2023 wees de Commissie zes poortwachters aan: Alphabet, Amazon, Apple, ByteDance, Meta Platforms en Microsoft, met in totaal 22 kernplatformdiensten.
Op 29 april 2024 werd het besturingssysteem iPadOS van Apple toegevoegd aan de lijst van diensten onder de Verordening digitale markten. In mei 2024 werd Booking.com als poortwachter toegevoegd en groeide het aantal kernplatformdiensten naar 24.
In april 2025 werden Apple en Meta de eerste bedrijven die een boete kregen voor overtreding van de Verordening. Apple moest 500 miljoen euro betalen en Meta 200 miljoen euro.

## Lijst met poortwachters
De poortwachters bieden verschillende kernplatformdiensten aan op het vlak van besturingssystemen, webbrowsers, sociaalnetwerksites, platforms voor het delen van video's, advertentiediensten, zoekmachines, bemiddelingsdiensten (inclusief appstores en online marktplaatsen) en nummeronafhankelijke interpersoonlijke communicatiediensten (N-IICS).
| Poortwachter   | Platform                               | Dienst             | Noten                     |
| -------------- | -------------------------------------- | ------------------ | ------------------------- |
| Alphabet       | Google Play                            | bemiddelingsdienst |                           |
| Alphabet       | Google Maps                            | bemiddelingsdienst |                           |
| Alphabet       | Google Shopping                        | bemiddelingsdienst |                           |
| Alphabet       | Google Zoeken                          | zoekmachine        |                           |
| Alphabet       | YouTube                                | videosite          |                           |
| Alphabet       | Android Mobile                         | besturingssysteem  |                           |
| Alphabet       | online advertentieservice van Alphabet | advertentienetwerk | Google Ads/Google AdSense |
| Alphabet       | Google Chrome                          | webbrowser         |                           |
| Amazon         | Marketplace                            | bemiddelingsdienst |                           |
| Amazon         | Amazon Advertising                     | advertentienetwerk |                           |
| Apple          | App Store                              | bemiddelingsdienst |                           |
| Apple          | iOS                                    | besturingssysteem  |                           |
| Apple          | Safari                                 | webbrowser         |                           |
| Apple          | iPadOS                                 | besturingssysteem  | [ 5 ]                     |
| ByteDance      | TikTok                                 | sociaalnetwerksite |                           |
| Meta Platforms | Facebook Marketplace                   | bemiddelingsdienst |                           |
| Meta Platforms | Facebook                               | sociaalnetwerksite |                           |
| Meta Platforms | Instagram                              | sociaalnetwerksite |                           |
| Meta Platforms | WhatsApp                               | N-IICS             |                           |
| Meta Platforms | Messenger                              | N-IICS             |                           |
| Meta Platforms | Meta Ads                               | advertentienetwerk |                           |
| Microsoft      | LinkedIn                               | sociaalnetwerksite |                           |
| Microsoft      | Windows PC OS                          | besturingssysteem  |                           |
| Booking.com    | Booking.com                            | bemiddelingsdienst | [ 6 ] [ 7 ]               |

## Procedure
De Commissie keurde de ontwerpverordening goed op 15 december 2020. Na bespreking keurde het Europees Parlement op 15 december 2021 een reeks amendementen goed. Vertegenwoordigers van de lidstaten en het Europees Parlement bereikten op 24 maart 2022 een akkoord over de inhoud van de DMA. Op 14 september 2022 is de Verordening vastgesteld.

## Reacties
- CCIA, de lobby van de informatiesector, waardeerde het EU-streven om de mededinging te waarborgen, maar vreest dat “een volledig verbod op algemeen gangbare praktijken, offline en online, de ondernemersflexibiliteit zou beperken en de risico's voor Europese digitale startups vergroten”.[10]